# 24503 Kero
24503 Kero este un asteroid din centura principală de asteroizi.

## Descriere
24503 Kero este un asteroid din centura principală de asteroizi. A fost descoperit pe 3 ianuarie 2001 la Stația Anderson Mesa în cadrul programului LONEOS. Asteroidul prezintă o orbită caracterizată de o semiaxă mare de 2,60 ua, o excentricitate de 0,11 și o înclinație de 15,3° în raport cu ecliptica.